# Vòng loại Giải vô địch bóng đá thế giới 1998
Vòng loại Giải vô địch bóng đá thế giới (FIFA World Cup) 1998 là một chuỗi các trận đấu được tổ chức bởi 6 liên đoàn bóng đá châu lục. Mỗi liên đoàn (AFC, CAF, CONCACAF, CONMEBOL, OFC và UEFA) được phân bổ số lượng nhất định đội bóng được tham dự FIFA World Cup 1998. Vòng loại được tổ chức nhằm chọn ra 32 đội bóng (trong số 174 đội tham gia vòng loại) từ 6 liên đoàn để tham dự FIFA World Cup 1998, trong đó chủ nhà Pháp và đương kim vô địch Brasil được vào thẳng không cần tham dự vòng loại.

## Các đội vượt qua vòng loại

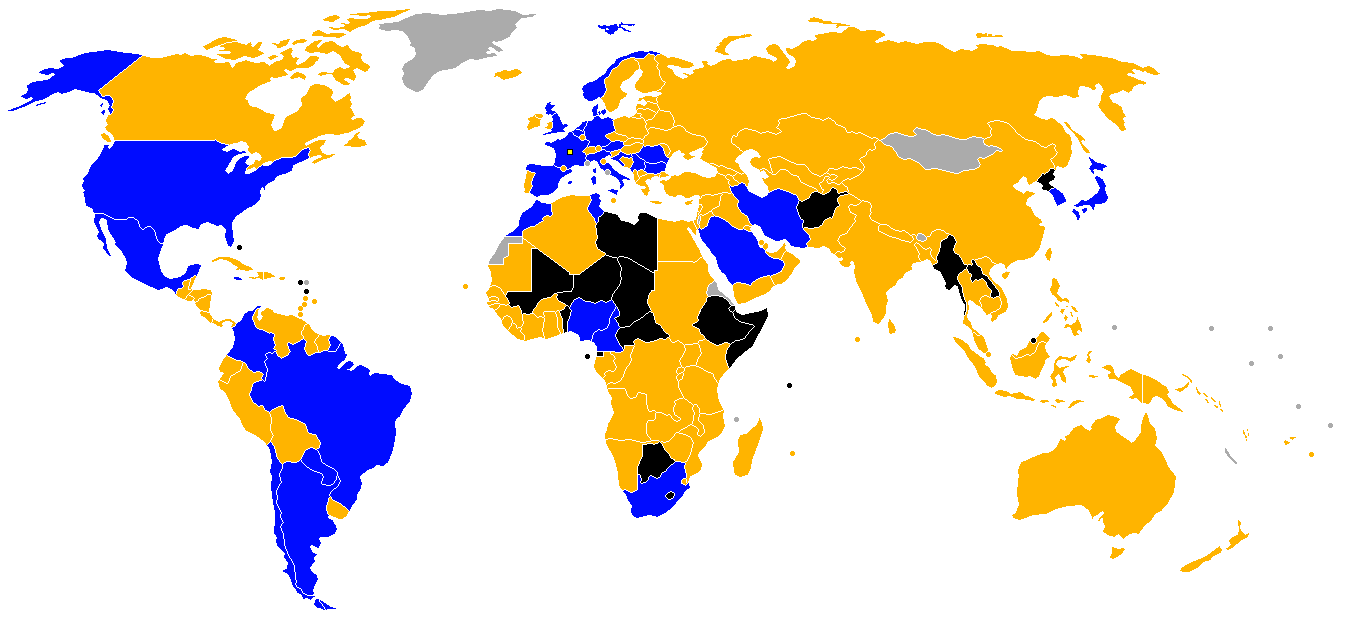
Giành quyền tham dự FIFA World Cup 1998
Không vượt qua vòng loại
Không tham dự vòng loại
Không phải là thành viên của FIFA

| Đội         | Tư cách vượt qua vòng loại     | Ngày vượt qua vòng loại | Số lần tham dự World Cup | Lần gần nhất dự World Cup | Thành tích tốt nhất                                  | Xếp hạng FIFA trước World Cup |
| ----------- | ------------------------------ | ----------------------- | ------------------------ | ------------------------- | ---------------------------------------------------- | ----------------------------- |
| Pháp        | Chủ nhà                        | 2 tháng 7 năm 1992      | 10                       | 1986                      | Hạng ba (1958, 1986)                                 | 18                            |
| Brasil      | Vô địch FIFA World Cup 1994    | 17 tháng 7 năm 1994     | 16                       | 1994                      | Vô địch (1958, 1962, 1970, 1994)                     | 1                             |
| Nigeria     | Nhất bảng 1 khu vực châu Phi   | 7 tháng 6 năm 1997      | 2                        | 1994                      | Vòng 1/8 (1994)                                      | 74                            |
| Tunisia     | Nhất bảng 2 khu vực châu Phi   | 8 tháng 6 năm 1997      | 2                        | 1978                      | Vòng bảng (1978)                                     | 21                            |
| Maroc       | Nhất bảng 5 khu vực châu Phi   | 8 tháng 6 năm 1997      | 4                        | 1994                      | Vòng 1/8 (1986)                                      | 13                            |
| Nam Phi     | Nhất bảng 3 khu vực châu Phi   | 16 tháng 8 năm 1997     | 1                        | —                         | —                                                    | 24                            |
| Cameroon    | Nhất bảng 4 khu vực châu Phi   | 17 tháng 8 năm 1997     | 4                        | 1994                      | Tứ kết (1990)                                        | 49                            |
| România     | Nhất bảng 8 khu vực châu Âu    | 18 tháng 8 năm 1997     | 7                        | 1994                      | Tứ kết (1994)                                        | 22                            |
| Na Uy       | Nhất bảng 3 khu vực châu Âu    | 6 tháng 9 năm 1997      | 3                        | 1994                      | Vòng 1 (1938, 1994)                                  | 7                             |
| Bulgaria    | Nhất bảng 5 khu vực châu Âu    | 10 tháng 9 năm 1997     | 7                        | 1994                      | Hạng tư (1994)                                       | 35                            |
| Argentina   | Nhất bảng khu vực Nam Mỹ       | 10 tháng 9 năm 1997     | 12                       | 1994                      | Vô địch (1978, 1986)                                 | 6                             |
| Colombia    | Hạng ba khu vực Nam Mỹ         | 10 tháng 9 năm 1997     | 4                        | 1994                      | Vòng 1/8 (1990)                                      | 10                            |
| Paraguay    | Nhì bảng khu vực Nam Mỹ        | 10 tháng 9 năm 1997     | 5                        | 1986                      | Vòng 1/8 (1986)                                      | 29                            |
| Đan Mạch    | Nhất bảng 1 khu vực châu Âu    | 11 tháng 10 năm 1997    | 2                        | 1986                      | Vòng 1/8 (1986)                                      | 27                            |
| Anh         | Nhất bảng 2 khu vực châu Âu    | 11 tháng 10 năm 1997    | 10                       | 1990                      | Vô địch (1966)                                       | 5                             |
| Áo          | Nhất bảng 4 khu vực châu Âu    | 11 tháng 10 năm 1997    | 7                        | 1990                      | Hạng ba (1954)                                       | 31                            |
| Tây Ban Nha | Nhất bảng 6 khu vực châu Âu    | 11 tháng 10 năm 1997    | 10                       | 1994                      | Hạng tư (1950)                                       | 15                            |
| Hà Lan      | Nhất bảng 7 khu vực châu Âu    | 11 tháng 10 năm 1997    | 7                        | 1994                      | Á quân (1974, 1978)                                  | 25                            |
| Đức         | Nhất bảng 9 khu vực châu Âu    | 11 tháng 10 năm 1997    | 14                       | 1994                      | Vô địch (1954, 1974, 1990)                           | 2                             |
| Scotland    | Nhất bảng 4 khu vực châu Âu    | 11 tháng 10 năm 1997    | 8                        | 1990                      | Vòng bảng (1954, 1958, 1974, 1978, 1982, 1986, 1990) | 41                            |
| México      | Nhất bảng khu vực CONCACAF     | 12 tháng 10 năm 1997    | 11                       | 1994                      | Tứ kết (1970, 1986)                                  | 4                             |
| Hàn Quốc    | Nhất bảng B khu vực châu Á     | 18 tháng 10 năm 1997    | 5                        | 1994                      | Vòng bảng (1954, 1986, 1990, 1994)                   | 20                            |
| Hoa Kỳ      | Nhì bảng khu vực CONCACAF      | 9 tháng 11 năm 1997     | 6                        | 1994                      | Hạng ba (1930)                                       | 11                            |
| Ả Rập Xê Út | Nhất bảng A khu vực châu Á     | 12 tháng 11 năm 1997    | 2                        | 1994                      | Vòng 1/8 (1994)                                      | 34                            |
| Croatia     | Thắng play-off khu vực châu Âu | 15 tháng 11 năm 1997    | 1                        | —                         | —                                                    | 19                            |
| Ý           | Thắng play-off khu vực châu Âu | 15 tháng 11 năm 1997    | 14                       | 1994                      | Vô địch (1934, 1938, 1982)                           | 14                            |
| Bỉ          | Thắng play-off khu vực châu Âu | 15 tháng 11 năm 1997    | 10                       | 1994                      | Hạng tư (1986)                                       | 36                            |
| Nam Tư      | Thắng play-off khu vực châu Âu | 15 tháng 11 năm 1997    | 9                        | 1990                      | Hạng tư (1930, 1962)                                 | 8                             |
| Nhật Bản    | Thắng play-off khu vực châu Á  | 16 tháng 11 năm 1997    | 1                        | —                         | —                                                    | 12                            |
| Jamaica     | Hạng ba khu vực CONCACAF       | 16 tháng 11 năm 1997    | 1                        | —                         | —                                                    | 30                            |
| Chile       | Hạng tư khu vực Nam Mỹ         | 16 tháng 11 năm 1997    | 7                        | 1982                      | Hạng ba (1962)                                       | 9                             |
| Iran        | Thắng play-off liên lục địa    | 29 tháng 11 năm 1997    | 2                        | 1978                      | Vòng bảng (1978)                                     | 42                            |

## Phân bổ suất tham dự FIFA World Cup 1998
32 suất tham dự FIFA World Cup 1998 được phân bổ như sau:
| Liên đoàn châu lục                 | Số suất | Số đội vượt qua vòng loại | Ghi chú                                       |
| ---------------------------------- | ------- | ------------------------- | --------------------------------------------- |
| AFC (châu Á)                       | 3,5     | 4                         | Đá play-off với châu Đại Dương                |
| CAF (châu Phi)                     | 5       | 5                         |                                               |
| CONCACAF (Bắc, Trung Mỹ và Caribe) | 3       | 3                         |                                               |
| CONMEBOL (Nam Mỹ)                  | 5       | 5                         | Tính luôn suất của Brasil (đương kim vô địch) |
| OFC (châu Đại Dương)               | 0,5     | 0                         | Đá play-off với châu Á                        |
| UEFA (châu Âu)                     | 15      | 15                        | Tính luôn suất của Pháp (chủ nhà)             |
| Tổng                               | 32      | 32                        |                                               |

## Vòng loại các liên đoàn châu lục

### Châu Á (AFC)
Có 36 đội là thành viên của AFC và FIFA tham dự vòng loại. Liên đoàn bóng đá châu Á được phân bổ 3,5 suất (trong tổng số 32 suất) tham dự FIFA World Cup 1998.
Vòng loại gồm 3 vòng như sau:
- Vòng 1: 36 đội được chia vào 10 bảng (gồm các bảng 3 đội và các bảng 4 đội). Các đội trong 9 bảng (từ bảng 1 đến bảng 9) sẽ thi đấu vòng tròn 2 lượt với nhau để chọn ra đội nhất bảng vào vòng chung kết, riêng bảng 10 thì các đội chỉ thi đấu vòng tròn một lượt để chọn ra đội nhất bảng vào vòng chung kết. Tổng cộng có 10 đội được vào vòng chung kết
- Vòng chung kết: 10 đội được chia thành 2 bảng (mỗi bảng có 5 đội). Các đội sẽ thi đấu theo thể thức sân nhà – sân khách để chọn ra đội nhất bảng tham dự FIFA World Cup 1998, hai đội đứng nhì bảng sẽ đá play-off.
- Vòng play-off: 2 đội nhì bảng sẽ đá play-off một trận với nhau tại Malaysia. Đội thắng sẽ tham dự FIFA World Cup 1998, đội thua sẽ tham dự vòng play-off liên lục địa (với đại diện đến từ châu Đại Dương) để giành tấm vé cuối cùng tham dự FIFA World Cup 1998.

| Chú thích                                  |
| ------------------------------------------ |
| Giành quyền tham dự FIFA World Cup 1998    |
| Giành quyền tham dự vòng play-off (vòng 3) |

#### Bảng xếp hạng (vòng chung kết)
| Đội         | Số trận | Điểm |
| ----------- | ------- | ---- |
| Ả Rập Xê Út | 8       | 14   |
| Iran        | 8       | 12   |
| Trung Quốc  | 8       | 11   |
| Qatar       | 8       | 10   |
| Kuwait      | 8       | 8    |

| Đội        | Số trận | Điểm |
| ---------- | ------- | ---- |
| Hàn Quốc   | 8       | 19   |
| Nhật Bản   | 8       | 13   |
| UAE        | 8       | 9    |
| Uzbekistan | 8       | 6    |
| Kazakhstan | 8       | 6    |

#### Vòng play-off (vòng 3)
| Đội 1 | Tỷ số        | Đội 2    |
| ----- | ------------ | -------- |
| Iran  | 2–3 (a.e.t.) | Nhật Bản |

### Châu Phi
Có tổng cộng 38 đội đăng ký tham dự vòng loại. Tuy nhiên, Mali và Niger đều rút lui trước khi lễ bốc thăm diễn ra (nên chỉ còn 36 đội). Khu vực châu Phi được phân bổ 5 suất (trong số 32 suất) tham dự FIFA World Cup 1998.
Vòng loại gồm 2 vòng như sau:
- Vòng 1: Cameroon, Nigeria, Maroc và Ai Cập (4 đội có thứ hạng FIFA cao nhất) được miễn vòng này và vào thẳng vòng chung kết. 32 đội còn lại được chia thành 16 cặp theo bốc thăm để thi đấu loại trực tiếp hai trận theo thể thức sân nhà – sân khách. Những đội chiến thắng sẽ tiến vào vòng chung kết.
- Vòng chung kết: 20 đội (bao gồm 4 đội được vào thẳng và 16 đội vượt qua vòng 1) được chia thành 5 bảng (mỗi bảng có 4 đội). Các đội trong cùng bảng sẽ thi đấu với nhau theo thể thức sân nhà – sân khách. 5 đội đứng đầu bảng sẽ giành quyền tham dự FIFA World Cup 1998.

| Chú thích                               |
| --------------------------------------- |
| Giành quyền tham dự FIFA World Cup 1998 |

#### Bảng xếp hạng (vòng chung kết)
| Đội          | Trận | Điểm |
| ------------ | ---- | ---- |
| Nigeria      | 6    | 13   |
| Guinée       | 6    | 12   |
| Kenya        | 6    | 10   |
| Burkina Faso | 6    | 0    |

| Đội     | Trận | Điểm |
| ------- | ---- | ---- |
| Tunisia | 6    | 16   |
| Ai Cập  | 6    | 10   |
| Liberia | 6    | 4    |
| Namibia | 6    | 4    |

| Đội            | Trận | Điểm |
| -------------- | ---- | ---- |
| Nam Phi        | 6    | 13   |
| Cộng hòa Congo | 6    | 10   |
| Zambia         | 6    | 8    |
| CHDC Congo     | 6    | 2    |

| Đội      | Trận | Điểm |
| -------- | ---- | ---- |
| Cameroon | 6    | 14   |
| Angola   | 6    | 10   |
| Zimbabwe | 6    | 4    |
| Togo     | 6    | 4    |

| Đội          | Trận | Điểm |
| ------------ | ---- | ---- |
| Maroc        | 6    | 16   |
| Sierra Leone | 5    | 7    |
| Ghana        | 6    | 6    |
| Gabon        | 5    | 1    |

### Bắc, Trung Mỹ và Caribe (CONCACAF)

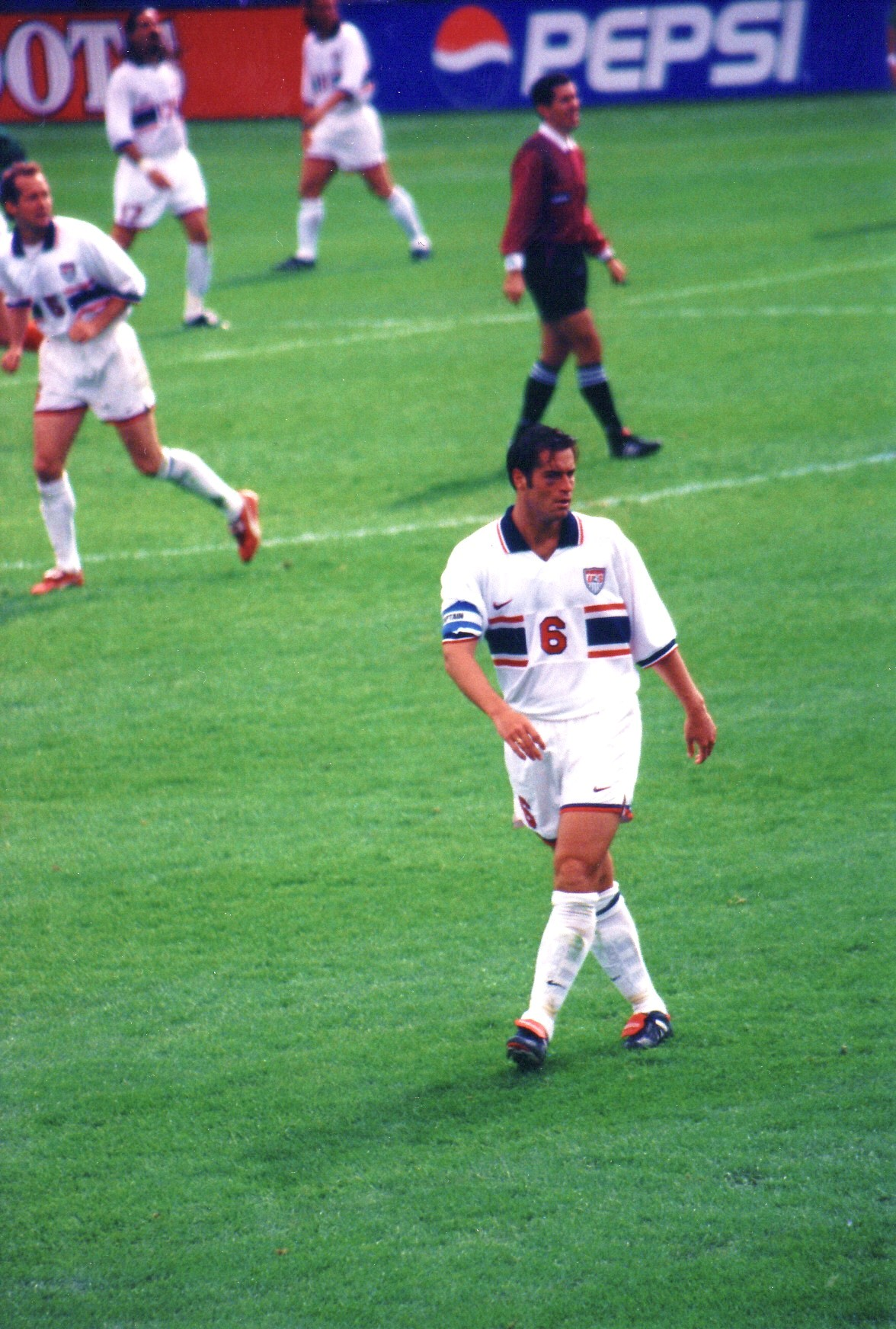
John Harkes (cầu thủ của ĐT Hoa Kỳ) tại vòng chung kết (vòng 4) trong trận đấu với đội tuyển vào ngày.

Có 30 đội là thành viên của CONCACAF và FIFA tham dự vòng loại. Mexico, Hoa Kỳ, Costa Rica, Honduras, El Salvador và Canada (6 đội có thứ hạng FIFA cao nhất) được vào thẳng vòng 3. 24 đội còn lại được chia thành hai khu vực dựa trên vị trí địa lý như sau:
- Khu vực Caribe: 20 đội thi đấu theo ba lượt trận đấu loại trực tiếp trên sân nhà và sân khách để xác định 4 đội giành quyền vào vòng 3.
- Khu vực Trung Mỹ: Bốn đội được xếp thành cặp để thi đấu loại trực tiếp theo thể thức sân nhà và sân khách. Hai đội chiến thắng sẽ tiến vào vòng thứ ba.

Ở vòng 3, 12 đội (bao gồm 6 đội được vào thẳng vòng 3 và 6 đội giành chiến thắng theo khu vực) được xếp vào 3 bảng (mỗi bảng 4 đội). Các đội thi đấu với nhau trên sân nhà và sân khách. Đội nhất và nhì bảng sẽ vào vòng chung kết.
Ở vòng chung kết, 6 đội (vượt qua vòng 3) thi đấu với nhau theo thể thức sân nhà và sân khách. 3 đội đứng đầu sẽ giành quyền tham dự FIFA World Cup 1998.
| Chú thích                               |
| --------------------------------------- |
| Giành quyền tham dự FIFA World Cup 1998 |

#### Bảng xếp hạng (vòng chung kết)
| Đội         | Trận | Điểm |
| ----------- | ---- | ---- |
| México      | 10   | 18   |
| Hoa Kỳ      | 10   | 17   |
| Jamaica     | 10   | 14   |
| Costa Rica  | 10   | 12   |
| El Salvador | 10   | 10   |
| Canada      | 10   | 6    |

### Nam Mỹ (CONMEBOL)
Tại Nam Mỹ, có 10 đội tham gia tranh tài. Khu vực Nam Mỹ được phân bổ 5 suất (trong tổng số 32 suất) tham dự FIFA World Cup 1998. Brasil (nhà đương kim vô địch) không cần tham dự vòng loại nên chỉ còn 9 đội tranh 4 suất còn lại.
Thể thức rất đơn giản: 9 đội sẽ thi đấu với nhau theo thể thức sân nhà và sân khách (mỗi đội sẽ đá 16 trận) để chọn ra 4 đội đứng đầu bảng tham dự FIFA World Cup 1998.
| Chú thích                               |
| --------------------------------------- |
| Giành quyền tham dự FIFA World Cup 1998 |

#### Bảng xếp hạng chung cuộc
| Đội       | Trận | Điểm |
| --------- | ---- | ---- |
| Argentina | 16   | 30   |
| Paraguay  | 16   | 29   |
| Colombia  | 16   | 28   |
| Chile     | 16   | 25   |
| Perú      | 16   | 25   |
| Ecuador   | 16   | 21   |
| Uruguay   | 16   | 21   |
| Bolivia   | 16   | 17   |
| Venezuela | 16   | 3    |

### Châu Đại Dương (OFC)
Có 10 dội tham dự vòng loại. Khu vực châu Đại Dương được phân bổ 0,5 suất (trong tổng số 32 suất) tham dự FIFA World Cup 1998.
Vòng loại gồm 3 vòng như sau:
- Vòng 1: Úc, New Zealand, Fiji và Tahiti (4 đội có thứ hạng FIFA cao nhất) được vào thẳng vòng 3. Sáu đội còn lại được chia thành 2 bảng (mỗi bảng 3 đội) gồm Melanesian Group và Polynesian Group, dựa trên khu vực địa lý. Các đội thi đấu với nhau một trận. Đội đứng đầu Melanesian Group sẽ tiến vào vòng 2. Đội đứng nhì Melanesian Group và đội đứng đầu của Polynesian Group sẽ tiến vào vòng play-off đầu tiên. Ở trận play-off, họ thi đấu với nhau theo thể thức sân nhà và sân khách. Đội thắng cuộc sẽ tiến vào vòng 2.
- Vòng 2: 6 đội (bao gồm 4 đội được vào thẳng vòng này và 2 đội chiến thắng ở vòng 1) được chia thành 2 bảng (mỗi bảng 3 đội). Các đội thi đấu với nhau hai trận. Đội đứng đầu mỗi bảng sẽ tiến vào vòng chung kết.
- Vòng chung kết: Hai đội thi đấu với nhau theo thể thức sân nhà và sân khách. Đội thắng sẽ giành quyền tham dự vòng play-off liên lục địa (với đại diện đến từ AFC).

#### Kết quả vòng chung kết
| Đội 1       | TTS | Đội 2 | Lượt đi | Lượt về |
| ----------- | --- | ----- | ------- | ------- |
| New Zealand | 0–5 | Úc    | 0–3     | 0–2     |

### Châu Âu (UEFA)
Tổng cộng có 50 đội UEFA tham gia tranh tài. UEFA được phân bổ 15 suất (trong tổng số 32 suất) tham dự FIFA World Cup 1998. Pháp (chủ nhà FIFA World Cup 1998) tự động vượt qua vòng loại. Do đó, 49 đội còn lại sẽ tham dự vòng loại để giành lấy 14 suất tham dự FIFA World Cup 1998.
49 đội được chia thành 9 bảng (gồm 4 bảng 6 đội và 5 bảng 5 đội). Các đội sẽ thi đấu với nhau theo thể thức sân nhà và sân khách. Đội đứng đầu bảng sẽ giành quyền tham dự FIFA World Cup 1998. Đội nhì bảng sẽ được xếp hạng theo thành tích của họ so với đội đứng thứ 1, 3 và 4 trong bảng của mình, đội có thành tích tốt nhất cũng sẽ vượt qua vòng loại. Đội á quân còn lại sẽ giành quyền tham dự Vòng play-off UEFA.
Ở vòng play-off, 8 đội được xếp cặp để thi đấu loại trực tiếp theo thể thức sân nhà và sân khách. Đội chiến thắng sẽ giành quyền tham dự FIFA World Cup 1998.

#### Vòng play-off
| Đội 1            | TTS  | Đội 2   | Lượt đi | Lượt về |
| ---------------- | ---- | ------- | ------- | ------- |
| Croatia          | 3–1  | Ukraina | 2–0     | 1–1     |
| Nga              | 1–2  | Ý       | 1–1     | 0–1     |
| Cộng hòa Ireland | 2–3  | Bỉ      | 1–1     | 1–2     |
| Hungary          | 1–12 | Nam Tư  | 1–7     | 0–5     |

## Vòng play-off liên lục địa: AFC v OFC
Vòng này bao gồm một trận sân nhà và một trận sân khách giữa Úc và Iran. Các trận đấu lần lượt diễn ra tại Tehran và Melbourne.
| Đội 1 | TTS     | Đội 2 | Lượt đi | Lượt về |
| ----- | ------- | ----- | ------- | ------- |
| Iran  | (a) 3–3 | Úc    | 1–1     | 2–2     |

## Danh sách ghi bàn
19 bàn thắng
14 bàn thắng
- Kazuyoshi Miura
- Predrag Mijatović

12 goals
- Iván Zamorano

11 goals
- Marcelo Salas
- Carlos Hermosillo

6 goals
- Raúl Díaz Arce
- Ali Daei
- Choi Yong-soo
- Savo Milošević